# Piper PA-38
Die Piper PA-38 Tomahawk ist ein zweisitziges Leichtflugzeug des US-amerikanischen Flugzeugherstellers Piper Aircraft Corporation. Es wurde als Ganzmetallflugzeug mit Bugradfahrwerk, T-Leitwerk und Flügeln in Tiefdeckeranordnung konzipiert. Angetrieben wird es von einem luftgekühlten Vierzylinder-Viertakt-Boxermotor mit Vergaser und Magnetzündung. 
Entwickelt wurde die Tomahawk vor allem für die Anfangsschulung von angehenden Piloten.

## Entwicklung
Piper hatte vor Entwicklungsbeginn US-Fluglehrer nach ihren Vorstellungen eines idealen Trainers befragt. Die weit verbreiteten Trainings- und Schulungsflugzeuge Cessna 150 und 152 waren für ihr sehr gutmütiges Trudelverhalten bekannt und entsprechend auch für das schwierige Einleiten von beabsichtigtem Trudeln. Die Cessna 150/152 waren wie die meisten Schulflugzeuge so konstruiert, dass sie praktisch selbstständig aus dem Trudeln ausleiten. 
Der Tomahawk wurde dagegen trudelfähiges Verhalten in das Pflichtenheft geschrieben. Das Flügelprofil der Tomahawk (Nasa GA(W)-1 Whitcomb) erfordert daher bestimmte Steuerbefehle, um aus dem Trudeln auszuleiten.
Typisch für seine Zeit war das Leitwerk in T-Anordnung. Bis zum Erscheinen der Flugzeuge der Diamond Aircraft war die Tomahawk die modernste Konstruktion auf dem Markt der Trainingsflugzeuge.

## Produktion
Das erste Produktionsjahr war 1977. Das Flugzeug wurde bis 1982 gebaut, bei Produktionsstopp waren 2.484 Tomahawk hergestellt worden.
Die ab 1981 hergestellte Tomahawk II war mit einer verbesserten Kabinenheizung und Frontscheiben-Enteisung (Defroster), einer verbesserten Höhenrudertrimmung, verbesserter Geräuschdämmung und größeren 6-Zoll-Rädern sowie weiteren Verbesserungen ausgestattet.

## Flugeigenschaften

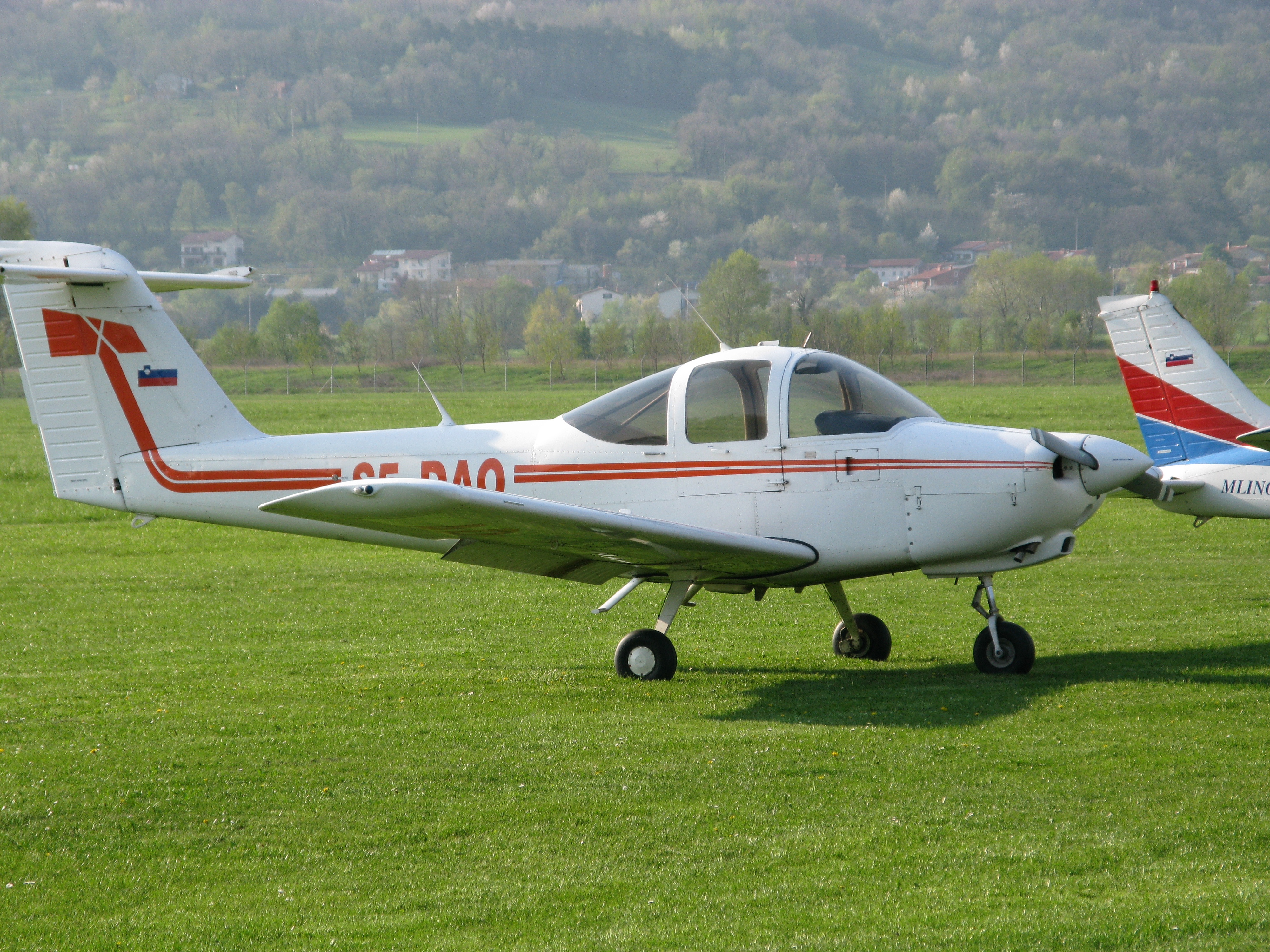
Eine in Slowenien zugelassene Piper PA-38-112 Tomahawk

Die Tomahawk hat sich im Laufe der Jahre bei manchen Piloten einen eher schlechten Ruf erworben. Untersuchungen der NTSB haben allerdings ergeben, dass die Tomahawk eine geringere Unfallrate als die Cessna 150/152 hat. Die Tomahawk hat einen höheren Anteil an Unfällen, die durch unbeabsichtigtes Einleiten eines „überzogenen Flugzustandes“ verursacht wurden. Piper hat durch diverse Maßnahmen, besonders an der Tomahawk II, das Trudelverhalten verbessert.
Die Tomahawk hält fliegerisch keine Überraschungen bereit, solange die Fluggeschwindigkeiten nach Flughandbuch eingehalten werden. Das T-Leitwerk wird z. B. erst bei etwa 35 bis 40 kn IAS genügend von der Luft angeströmt, um ausreichend wirksam zu sein. Dies muss bei Start und Landung berücksichtigt werden. 
Das Trudeln lässt sich nach dem Standardverfahren gemäß Flughandbuch ausleiten. Die Tomahawk geht recht schnell in einen voll entwickelten Trudelzustand und verliert dabei relativ viel Höhe.
Die Landeklappen sorgen im ausgefahrenen Zustand hauptsächlich für einen erhöhten Luftwiderstand und nur für wenig mehr Auftrieb, was besonders durch die nur um ca. 3 Knoten unterschiedlichen Überziehgeschwindigkeiten deutlich wird (49 kn CAS mit ausgefahrenen und 52 kn CAS mit eingefahrenen Landeklappen).
Im Reiseflug fällt eine gewisse Unruhe um die Hochachse auf.
Im Flug ist die sehr gute Rundumsicht und das geräumige Cockpit von Vorteil. 
Die für ein Flugzeug seiner Zeit gute Wirtschaftlichkeit (Verbrauch etwa 23 Liter Avgas pro Stunde bei 90 Knoten IAS) und die gute Reichweite sind weitere Pluspunkte.
Durch die beidseitig leicht zu öffnende Cowling ist das Triebwerk gut zugänglich, was eine effektive Vorflugkontrolle erleichtert.

## Technische Daten (PA-38-112 Tomahawk)

Dreiseitenansicht

| Kenngröße             | Daten                                                                                                   |
| --------------------- | --- |
| Besatzung             | 1 |
| Passagiere            | 1 |
| Länge                 | 7,04 m                                                                                                  |
| Spannweite            | 10,36 m                                                                                                 |
| Höhe                  | 2,77 m                                                                                                  |
| Flügelfläche          | 11,6 m²                                                                                                 |
| Leermasse             | 512 kg                                                                                                  |
| max. Startmasse       | 758 kg                                                                                                  |
| Höchstgeschwindigkeit | 255 km/h                                                                                                |
| Dienstgipfelhöhe      | 4.000 m                                                                                                 |
| Reichweite            | 867 km                                                                                                  |
| Steigrate             | 219 m/min                                                                                               |
| Flächenlast           | 65,38 kg/m²                                                                                             |
| Triebwerke            | ein 4-Zylinder-Boxermotor Avco Lycoming O-235-L2A (Bendix magnetos) & -L2C (Slick mags), 112 PS (85 kW) |